# Arcadia Dorsa
Arcadia Dorsa és una formació geològica de tipus dorsum a la superfície de Mart, localitzada amb el sistema de coordenades planetocèntriques a 66.81 ° latitud N i 245.58 ° longitud E, que fa 1.952,65 km de diàmetre. El nom va ser aprovat per la UAI l'any 2003 i fa referència a una característica d'albedo localitzada a 45 ° latitud N i 120 ° longitud O.